# Torre de Vilaseca
|  | Aquest article tracta sobre l'edifici al terme de Tortosa. Si cerqueu l'edifici al municipi de Palafrugell (Baix Empordà), vegeu «Torre de Vila-seca». |

La Torre de Mingana, Torre de Vilaseca o Torre del Capità o és una torre al terme de Tortosa (Baix Ebre) declarada bé cultural d'interès nacional. La torre situada vora la carretera Tortosa-Santa Bàrbara, a uns 4,5 km de Tortosa. Venint des de Santa Bàrbara, una vegada passat el desviament a Amposta per la Ctra. de la Carroba, cal prendre el segon dels camins a mà esquerra i després de passar una masada i corrals abandonats, a uns 500 metres de la carretera, cal deixar el cotxe i pujar el turó de mà dreta a peu. La torre no té accés directe amb camí, sinó que es troba enmig d'una propietat conreada. És visible des de la carretera.
És una torre quadrada i molt malmesa. L'estat de conservació és ruïnós. Es mantenen dempeus només quatre murs exteriors, força alterats i en algun sector enderrocat. Ha desaparegut la coberta, és a dir tot el sector superior de remat, i la distribució interior. L'accés a l'interior es realitza per un forat obert en el mur a nivell de planta. Sembla que la porta original seria la que es conserva alterada a nivell del primer pis en la façana que mira el riu. Es conserva també alguna resta d'edificacions posteriors adossades a la torre. Per les restes deixades a el mur, sembla que en el darrer període fou utilitzada com a habitatge i constava de planta baixa i un pis cobert, amb teulada d'una sola vessant. El material emprat per la construcció és la maçoneria, tot i que hi ha sectors arrebossats.
La primera notícia coneguda de la torre data del 1158, quan és citada com a torre de "Vila-cechia". La seva funció era possiblement protegir l'antic nucli de poblament d'Arenys i tot el marge dret del riu en aquest sector. Òpticament domina també tot el marge esquerre del riu des de Campredó fins a Tortosa. En documentació medieval, posterior el segle xii, es troben algunes referències més de la torre, però posteriorment aquestes desapareixen. Amb tot, l'ocupació ha continuat fins al segle xx, quan la fou abandonada per la família que hi habitava.